# Wilhelm Junghans

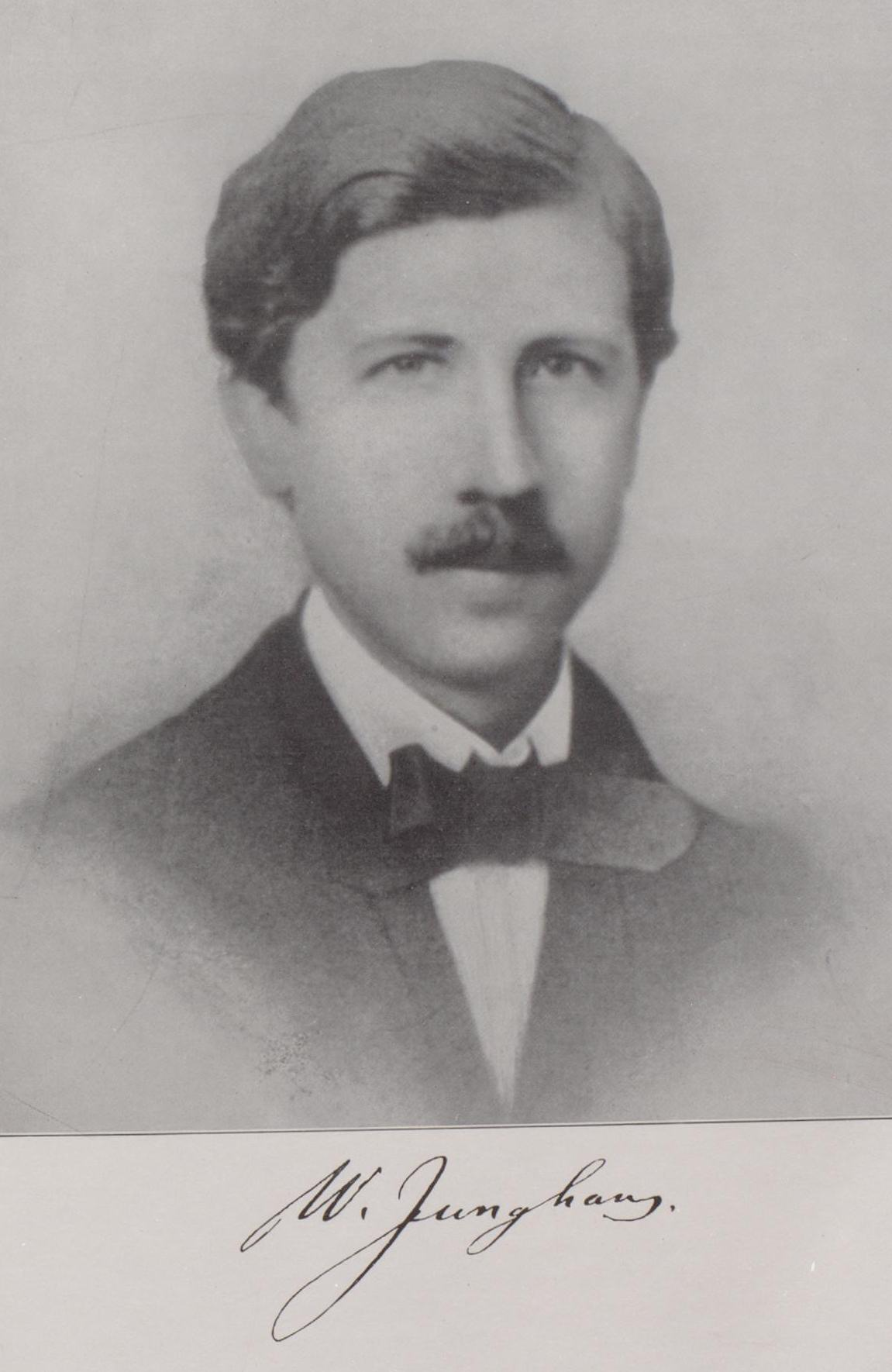
Wilhelm Junghans

Karl August Wilhelm Junghans (* 3. Mai 1834 in Lüneburg; † 27. Januar 1865) war ein deutscher Historiker und Mediävist.

## Leben
Sein Vater war Rektor am Gymnasium in Lüneburg. Junghans studierte ab 1853 bei Friedrich Ritschl an der Universität Bonn Altphilologie und bei Georg Waitz an der Georg-August-Universität Göttingen Geschichte (Promotion 1856). Danach befasste er sich mit Quellenausgaben zur Geschichte Norddeutschlands und ging zunächst zu Johann Martin Lappenberg nach Hamburg und danach zur Historischen Kommission der Bayerischen Akademie der Wissenschaften nach München, um auf Empfehlung von Lappenberg Akten der Hanse herauszugeben. Dazu reist er nach London, Kopenhagen, ins Rheinland, die Niederlande und Westfalen und auch nach Schonen. 1862 wurde er Professor in Kiel als Nachfolger von Karl Wilhelm Nitzsch und wandte sich Schleswig-Holsteinischer Geschichte zu. Er starb aber schon bald darauf mit 30 Jahren 1865. Seine Notizen insbesondere zu den Beziehungen der Hanse nach England und Skandinavien wurden später in den Hansischen Urkundenbüchern von den Herausgebern verwendet.
Er ist bekannt für sein Buch über Childerich I. und Chlodwig I. (seine Dissertation), das von Gabriel Monod 1879 ins Französische übersetzt wurde.
Junghans war Sekretär der Königlich Schleswig-Holstein-Lauenburgische Gesellschaft für die Sammlung und Erhaltung vaterländischer Alterthümer in Kiel.

## Schriften
- Die Geschichte der fränkischen Könige Childerich und Chlodovech, kritisch untersucht, Vandenhoeck und Ruprecht, Göttingen 1857.
- Die älteren Landesarchive Schleswig-Holsteins und deren Rücklieferung von Seiten Dänemarks. In: Jahrbücher für die Landeskunde der Herzogthümer Schleswig, Holstein und Lauenburg, Bd. 8 (1866), S. 1–23.
- Über Schutzbündnisse und Wehrkraft der Hanse im 13. und 14. Jahrhundert. In: Historische Zeitschrift, Bd. 13 (1865), S. 309–340.
- Graf Heinrich der Eiserne von Holstein in den Kriegen des Nordens und im Dienste fremder Fürsten. Verlag der Schulbuchhandlung, Soest 1864.
- Johann Sebastian Bach als Schüler der Partikularschule zu St. Michaelis in Lüneburg; oder, Lüneburg eine Pflegstätte kirchlicher Musik. von Sternsche Buchdruckerei, Lüneburg 1870.
- Kiel im dreizehnten Jahrhundert. In: Jahrbücher für die Landeskunde der Herzogthümer Schleswig, Holstein und Lauenburg, Bd. 9 (1867), S. 1–30.
- Utrecht im Mittelalter. In: Forschungen zur deutschen Geschichte, Bd. 9 (1869), S. 511–526.
- Hanserecesse, Nachrichten von der Historischen Commission der Königlich-Bayerischen Akademie der Wissenschaften Bd. 2, 1860, S. 23–39 (Reise nach London), Bd. 3, 1867, S. 37–92, Bd. 4, 1863, S. 8–60, Bd. 5, 1863, S. 10–26 (Reise nach Westfalen, Niederlande, Köln).
- Zur Geschichte der Kanalverbindung zwischen Ostsee und Nordsee im 14., 15., 16. Jahrhundert. In: Jahrbücher für die Landeskunde der Herzogthümer Schleswig, Holstein und Lauenburg, Bd. 7 (1864), S. 335–340.